# 將男
將男（英語：Blazing Speed），是一匹曾在英國和香港出賽的已退役賽駒，在港服役期間曾先後由方嘉柏、告東尼訓練，為2015/2016馬季最佳長途馬。競賽生涯中兩勝國際一級賽。

## 簡介
2013年10月12日，蔡明紹策騎「將男」勝出第一班盃賽中華游樂會挑戰盃。
2014年1月19日，杜滿萊策騎「將男」勝出香港一級賽董事盃。
2014年5月25日，郭能策騎「將男」勝出香港一級賽香港冠軍暨遮打盃。
2014年11月23日，郭能策騎「將男」勝出國際二級賽馬會盃。
2015年4月26日，郭能策騎「將男」勝出國際一級賽愛彼女皇盃。
2016年5月22日，郭能策騎「將男」勝出國際一級賽香港冠軍暨遮打盃。
2017年6月6日，「將男」宣告退役，正式結束其競賽生涯。

## 在港勝出賽事全紀錄
| 比賽日期   | 賽事名稱         | 賽事班次 | 賽道 | 賽事路程 | 比賽馬場   | 名次 | 完成時間 | 騎師   |
| ---------- | ---------------- | -------- | ---- | -------- | ---------- | ---- | -------- | ------ |
| 14/04/2013 | 民耀讓賽         | 第三班   | 草地 | 1650米   | 跑馬地馬場 | 1    | 1:41.78  | 蔡明紹 |
| 01/07/2013 | 匡助社群讓賽     | 第二班   | 草地 | 1800米   | 沙田馬場   | 1    | 1:47.95  | 蔡明紹 |
| 12/10/2013 | 中華游樂會挑戰盃 | 第一班   | 草地 | 1600米   | 沙田馬場   | 1    | 1:34.29  | 蔡明紹 |
| 19/01/2014 | 董事盃           | HKG1     | 草地 | 1600米   | 沙田馬場   | 1    | 1:33.91  | 杜滿萊 |
| 25/05/2014 | 渣打冠軍暨遮打盃 | HKG1     | 草地 | 2400米   | 沙田馬場   | 1    | 2:28.11  | 郭能   |
| 23/11/2014 | 浪琴表馬會盃     | G2       | 草地 | 2000米   | 沙田馬場   | 1    | 2:01.71  | 郭能   |
| 26/04/2015 | 愛彼女皇盃       | G1       | 草地 | 2000米   | 沙田馬場   | 1    | 2:02.89  | 郭能   |
| 22/05/2016 | 渣打冠軍暨遮打盃 | G1       | 草地 | 2400米   | 沙田馬場   | 1    | 2:26.18  | 郭能   |